# Christine Brandová
Christine Brandová (11. dubna 1973 Burgdorf) je švýcarská novinářka a spisovatelka. Zajímá se především o téma kriminality, inspiruje se skutečnými příběhy.

## Život a dílo
Narodila v Burgdorfu, vyrostla v Oberburgu, v obci ve správním obvodu Emmental v kantonu Bern. Absolvovala učitelský seminář v Langenthalu. Po stáži v Berner Zeitung se v roce1993 stala tamtéž redaktorkou. Od roku 1996 do roku 2004 byla redaktorkou a soudní reportérkou v deníku Der Bund.. Od roku 2003 do roku 2005 byla dopisovatelkou pro kanton a město Bern pro deníky Basler Zeitung, Aargauer Zeitung, Südwestschweiz a St. Galler Tagblatt. V roce 2005 absolvovala stáž jako televizní reportérka švýcarské televize Rundschau a dvě externí stáže ve Spolkovém sněmu v Bernu a v Ženevě, letech 2006–2008 pracovala jako redaktorka této televize. Od června 2008 do konce roku 2017 působila jako redaktorka v NZZ am Sonntag v rubrice "Background and Opinions". Jako bývalá soudní reportérka se věnovala i právním a forenzním tématům.
V roce 2013 jí byla udělena mediální cena Švýcarské advokátní komory za soudní reportáže. Za reportáž o rodinných vraždách obdržela mediální cenu SRG SSR idée suisse. Pracovala jako lektorka kurzu žurnalistiky v Curychu. Je členku syndikátu Sdružení pro německojazyčnou kriminální literaturu.
Kromě své novinářské práce napsala knihu o skutečných kriminálních případech, kriminální romány a povídky, v roce 2019 se proslavila thrillerem Blind (Slepec). V současné době se živí jako spisovatelka a novinářka na volné noze. Žije v Curychu a hodně cestuje.